# Melbeatz

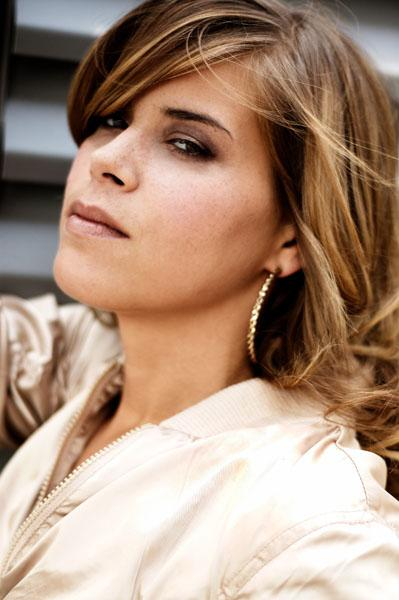
Melbeatz (2008)

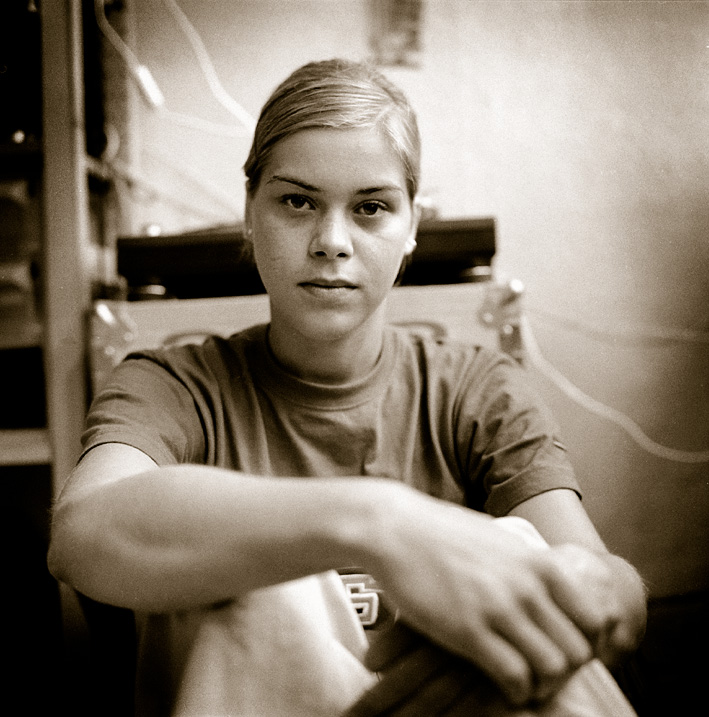
Melbeatz (2001)

Melbeatz (* 18. Juli 1977 in West-Berlin; bürgerlich Melanie Wilhelm) ist eine deutsche Hip-Hop-Produzentin. Da sie innerhalb des deutschsprachigen Raumes eine der wenigen Produzentinnen im Genre Hip-Hop ist, wird sie szenenintern oft „Queen of Beats“ genannt.

## Lebenslauf
Melbeatz wuchs als Einzelkind zunächst in Berlin auf und besuchte insgesamt neun Schulen. Die zahlreichen Schulwechsel kamen durch viele Umzüge in ihrer Jugend zustande. Nachdem sie anderthalb Jahre in Baden-Württemberg gelebt hatte, musste sie nach ihrer Rückkehr vom Gymnasium auf die Realschule wechseln, wo sie zwischenzeitlich sitzen blieb. Nachdem sie die Realschule ohne Abschluss beendet hatte, holte sie später ihren Haupt- und ihren erweiterten Hauptschulabschluss an Abendschulen nach. Ein anschließend vorgesehener Realschulabschluss kam nicht mehr zustande. Aufgrund von Graffiti-Vandalismus kam sie in ihrer Jugend häufig mit Polizei und Rechtspflege in Konflikt.
Mit der Musik kam sie durch ihren langjährigen Lebensgefährten Kool Savas in Berührung, den sie durch die gemeinsame Mitgliedschaft in einer Graffitigruppe kennengelernt hatte. Im November 1996 begann sie damit, auf einem Tape ihre ersten Beats zu produzieren. Ihren eigentlichen Berufswunsch, Grafikerin zu werden, gab sie zwischenzeitlich auf. Bis 2001 übte sie neben ihrer Musikkarriere Nebenberufe aus. Seit ihrem siebzehnten Lebensjahr ist sie Vegetarierin, wobei sie sich seit der Jahrtausendwende größtenteils vegan ernährt.

## Karriere
1996 stieg sie bei der von Kool Savas, Justus und Fumanschu gegründeten Band M.O.R. ein, deren im Jahr 2001 erschienenes Album N.L.P. sie produzierte und das Platz 65 in den deutschen Album-Charts erreichte. Im Herbst 2001 verließ sie diese jedoch zusammen mit Savas wieder.
Im Mai 2002 gründete Kool Savas das Plattenlabel Optik Records, bei dem Melbeatz als erste Künstlerin unter Vertrag genommen wurde. Unmittelbar danach stießen DJ Nicon, Valezka und Eko Fresh ebenfalls zu diesem Sublabel von Sony BMG. Bis zu dessen Auflösung im Jahr 2009 war sie dort als Produzentin verschiedenster Künstler dieses Labels tätig, neben den Genannten noch für die zwischenzeitlich unter Vertrag genommenen Künstler Amar, Caput, Ercandize, Franky Kubrick und Moe Mitchell. So wurde Kool Savas’ Debütalbum Der beste Tag meines Lebens von ihr produziert, ebenso Eko Freshs Debüthit König von Deutschland, wenngleich dieser unmittelbar danach Optik Records verließ.
Melbeatz veröffentlichte im Jahre 2004 ihr lang geplantes Debüt-Album Rapper’s Delight, welches Gastauftritte von Rappern wie Kanye West, Mobb Deep, Azad, Curse, Olli Banjo, Ol’ Dirty Bastard und Illmatic beinhaltet und Platz 32 der Album-Charts erreichte. Von diesem Album stammt auch die Single OK, die Melbeatz mit Kool Savas und Samy Deluxe aufgenommen hat. Die Beats vieler Lieder, die von ihr produziert werden, sind sehr stark vom Synthesizer-Sound der 1980er Jahre inspiriert. Unter Produzenten besaß sie anfangs keine Vorbilder. Lediglich Timbaland wurde für sie in dieser Hinsicht ein Anhaltspunkt. Seit einiger Zeit bildet sie zusammen mit Bazz das Produktionsteam Hätrz.
2004, 2005 und 2006 bekam sie einen JUICE-Award in der Kategorie „Bester Produzent“. 2007 und 2009 wurde sie bei den Hiphop.de Awards zum besten Produzenten gewählt.
Ferner war sie an der Entstehung der Soundtracks zu den Filmen Let’s Break (Adil geht) von Esther Gronenborn, Kings und für Knallhart von Detlev Buck beteiligt.
Melbeatz ist zusammen mit der Sängerin Alexandra Prince fester Bestandteil des Danceprojekts „Durstlöscher“. Das erste Musikvideo Tanz bis zum Ende wurde am 23. Februar 2012 veröffentlicht.

## Ausrüstung
Melbeatz verfügt über ein Homestudio in ihrer Wohnung. Dabei arbeitete sie anfangs hauptsächlich mit einer Music Production Center 4000. Mittlerweile benutzt sie Cubase von Steinberg.

## Diskografie

### Alben
| Jahr | Titel            | Höchstplatzierung, Gesamtwochen, AuszeichnungChartsChartplatzierungen (Jahr, Titel, Platzierungen, Wochen, Auszeichnungen, Anmerkungen, Frontcover) | Anmerkungen                        | Frontcover |
| Jahr | Titel            | DE | Anmerkungen                        | Frontcover |
| ---- | ---------------- | --- | ---------------------------------- | ---------- |
| 2004 | Rapper’s Delight | DE32 (3 Wo.)DE | Erstveröffentlichung: 7. Juni 2004 |            |

### Singles
| Jahr | Titel Album | Höchstplatzierung, Gesamtwochen, AuszeichnungChartsChartplatzierungen (Jahr, Titel, Album, Platzierungen, Wochen, Auszeichnungen, Anmerkungen, Frontcover) | Anmerkungen                                                         | Frontcover |
| Jahr | Titel Album | DE | Anmerkungen                                                         | Frontcover |
| ---- | ----------- | --- | ------------------------------------------------------------------- | ---------- |
| 2004 | OK! –       | DE25 (7 Wo.)DE | Erstveröffentlichung: 7. Juni 2004 feat. Kool Savas und Samy Deluxe |            |

### Melbeatz als Produzentin
| Jahr | Titel Interpretation                                  | Format          |
| ---- | ----------------------------------------------------- | --------------- |
| 1997 | Berlin No. 1 Vol. 1 Diverse                           | Sampler         |
| 1998 | Berlin No. 1 Vol. 2 Diverse                           | Sampler         |
| 1998 | Überfluss Shadow                                      | Album           |
| 1999 | Hassickdir Fuat                                       | Album           |
| 2000 | Splash! Allstars Event Album Diverse                  | Sampler         |
| 2001 | Masterblaster I Juice Compilation Diverse             | Sampler         |
| 2001 | N.L.P. MOR                                            | Album           |
| 2001 | Damenwahl Immo                                        | Single          |
| 2001 | Splash! Allstars Event Album Diverse                  | Sampler         |
| 2001 | Haus + Boot Kool Savas                                | EP              |
| 2001 | ? J-Luv                                               | EP              |
| 2001 | Jetzt kommen wir auf die Sachen Eko Fresh             | EP              |
| 2002 | Dreckig & Tight J-Luv                                 | Single          |
| 2002 | Rap.de Allstars Diverse                               | Sampler         |
| 2002 | Weil du mich liebst J-Luv                             | Single          |
| 2002 | Kontraste J-Luv                                       | Album           |
| 2002 | Splash! Masterblaster 2002 Diverse                    | Sampler         |
| 2002 | Optik Mixtape Vol. 1 Diverse                          | Sampler         |
| 2002 | Till’ Ab Joe Kool Savas                               | Single          |
| 2002 | Der beste Tag meines Lebens Kool Savas                | Album           |
| 2003 | Optik Anthem Kool Savas feat. Optik Crew              | Single          |
| 2003 | Der Beste Tag meines Lebens Kool Savas feat. Valezka  | Single          |
| 2003 | König von Deutschland Eko Fresh                       | Single          |
| 2003 | Rain on me (Melbeatz Remix) Ashanti                   | Single          |
| 2004 | Die besten Tage sind gezählt Kool Savas feat. Lumidee | Single          |
| 2004 | Die besten Tage sind gezählt Kool Savas               | Album           |
| 2004 | Optik Takeover 04 – Summer Edition Diverse            | Sampler         |
| 2004 | Officillz Bootleg Illmat!c                            | Album           |
| 2004 | Ear2TheStreet 2 Ercandize & DJ Catch                  | Mixtape         |
| 2004 | Tony Hawk Underground 2 – Grind on Diverse            | Sampler         |
| 2005 | Die Caputte Sicht Caput                               | Mixtape         |
| 2005 | Das Urteil Kool Savas                                 | Single          |
| 2005 | Die John Bello Story Kool Savas                       | Mixtape         |
| 2006 | Unser Block - Compilation Diverse                     | Sampler         |
| 2006 | Das ist OR! Optik Army                                | Single          |
| 2006 | Optik Takeover! Diverse                               | Sampler         |
| 2007 | Verbrannte Erde Ercandize                             | Album           |
| 2007 | Der Beweis Kool Savas                                 | Single          |
| 2007 | Tot oder lebendig Kool Savas                          | Album           |
| 2007 | Tot oder lebendig Kool Savas                          | Single          |
| 2010 | John Bello Story 3 Kool Savas                         | Album           |
| 2010 | Eins Maeckes                                          | Remixalbum      |
| 2011 | Game Over Sasha Strunin                               | Single          |
| 2011 | Ich bin bei dir (Melbeatz Remix) Der Polar            | Single          |
| 2012 | MMS Moe Mitchell                                      | Album           |
| 2014 | Du Kannst Alles Schaffen Cossu                        | Juice-Exclusive |
| 2016 | Dieses Dasein Milonair feat. Haftbefehl               | Single          |
| 2017 | Aus Prinzip Infinit                                   | Album           |
| 2018 | Liebe ist Safe Glasperlenspiel                        | Lied            |